# Kevin Spraggett
Kevin Spraggett (Montreal, 10 de novembre de 1954), és un jugador d'escacs quebequès, que té el títol de Gran Mestre des de 1985. Fou el quart canadenc en obtenir aquest títol, després d'Abe Yanofsky, Duncan Suttles i Peter Biyiasas. Spraggett és l'únic canadenc que mai s'hagi classificat per un Torneig de Candidats, èxit que va aconseguir el 1985 i novament el 1988. Ha guanyat vuit cops el Canadian Open, i set cops el Campionat d'escacs del Canadà, i ha representat el seu país vuit cops en les Olimpíades d'escacs. És considerat el millor escaquista canadenc de tots els temps. Spraggett també publica habitualment en mitjans d'escacs canadencs. El seu germà petit, Grant, és també un fort jugador, que té el títol de Mestre de la FIDE.
A la llista d'Elo de la FIDE de gener de 2015, hi tenia un Elo de 2538 punts, cosa que en feia el jugador número 5 (en actiu) del Canadà. El seu màxim Elo va ser de 2633 punts, a la llista de gener de 2007 (posició 84 al rànquing mundial).

## Resultats destacats en competició
Kevin Spraggett va créixer a la ciutat de Montreal, i va començar a jugar als escacs als deu anys. Empatà al primer lloc al Campionat d'escacs del Canadà júnior de 1973-74, però va perdre el matx de desempat contra John MacPhail. Una de les seves primeres victòries clau va arribar en el Campionat de Montreal de 1974, on hi va puntuar 5.5/6. En aquella època va assolir la força de mestre nacional, tot just abans del seu vintè aniversari. Va estudiar enginyeria a la McGill University, però tot i que era un estudiant excel·lent, va deixar els estudis abans de graduar-se, per esdevenir jugador d'escacs professional. Spraggett va dedicar els anys següents a millorar el seu joc en torneigs menors al Canadà i en oberts estatunidencs per sistema suís, normalment amb premis baixos.
Obtingué el títol de Mestre Internacional el 1975, després d'acabar segon al Campionat del Canadà (que era també torneig Zonal, a Calgary; (el campió fou Peter Biyiasas). Els 1980 Spraggett va millorar el seu joc esperonat per la presència del nouvingut a Montreal i fortíssim soviètic (desertor) Ígor Ivanov. En aquells anys, Spraggett va assolir èxits en diversos torneigs forts, amb victòries al World Open de 1983 a Nova York (exaequo), al Campionat de la Commonwealth de 1984, l'obert de Nova York de 1984, i el Campionat de la Commonwealth de 1985. No va participar en cap torneig estàndard internacional de Grans Mestres per sistema round-robin fins a Wijk aan Zee a començaments de 1985, tot just després del seu trentè aniversari; en aquell moment era el Mestre Internacional amb més Elo del món.
Spraggett guanyà el seu primer (de set) títol absolut del Canadà el 1984, cosa que el va classificar per l'Interzonal de Taxco de l'any següent. La seva quarta plaça a Taxco 1985, on es va trobar amb molts jugadors d'elit, li va permetre obtenir el títol de Gran Mestre, i el va classificar per al torneig de Candidats, essent el primer canadenc a fer-ho. Acabà en darrera posició al torneig de Candidats de Montpeller 1985, essent així eliminat del cicle pel campionat del món. De tota manera, es classificà altre cop per al següent cicle de Candidats. Va derrotar Andrei Sokolov, llavors el tercer jugador mundial, en un desempat a ràpides, en el matx de primera ronda de Candidats celebrat a Saint John (Nova Brunswick), 1988, i va perdre en les partides de desempat als quarts de final, celebrats el 1989 a Ciutat de Quebec, contra el soviètic Artur Iussúpov.
Spraggett ha obtingut d'altres excel·lents resultats en vuit Olimpíades d'escacs, vuit victòries al Campionat obert del Canadà, i un reguitzell de victòries en torneigs europeus. Spraggett és considerat el millor jugador d'escacs canadenc de tota la història. El seu màxim Elo FIDE ha estat de 2633, el gener de 2007, als 52 anys, i cap a finals dels 1980 va mantenir-se de manera continuada entre els 100 millors jugadors del món. Spraggett va viure a Portugal a partir de les darreries dels anys 1980, i va jugar molts torneigs arreu d'Europa. Els seus millors resultats recents inclouen victòries al Festival Internacional d'escacs de Figueira da Foz (desembre de 2008, amb 7.5/9 punts) i una segona plaça a l'obert de Calvià (l'octubre de 2007, amb 7/9); (el campió fou Victor Mikhalevski).

## Millors resultats
- Guanyador del World Open 1983;
- Guanyador del New York Open 1984;
- Guanyador del Campionat de la Commonwealth 1984 (Hong Kong) i 1985 (Londres);
- Set cops campió del Campionat del Canadà (1984, 1986, 1989, 1994, 1996, 2001, 2002);
- Vuit cops campió del Canadian Open (1983, 1987, 1993, 1995, 1996, 1998, 1999, 2000);[11]
- Empatat al primer lloc al Campionat del Canadà juvenil 1973-4;
- Campió el Campionat del Canadà de ràpides 1996;
- Representant del Canadà en dos Interzonals (1985, Taxco, i 1990, Manila);
- Representant del Canadà al Torneig de Candidats de 1985, a Montpellier;
- Representant del Canadà als matxs de Candidats (1988, 1989); va batre Andrei Sokolov (+2 –1 =9)[12] el 1988 a Saint John, i fou eliminat per Artur Iussúpov (+1 –2 =6)[12] el 1989 a Quebec City;
- Representant del Canadà al Campionat del món eliminatori (1997, 1999);
- Representant del Canadà en vuit Olimpíades d'escacs (1986, 1990, 1992, 1994, 1996, 1998, 2000, 2002);
- Medalla d'argent al segon tauler, a l'Olimpíada d'Estambul (2000);
- Millor classificat canadenc a la Llista d'Elo de la FIDE a final d'any en 23 ocasions (1980, 1982–90, 1992–2000, 2002-5);[13]

## Estil de joc
Spraggett és un sòlid jugador posicional, que té la capacitat de desenvolupar també un joc tàctic contra qualsevol oponent. Durant la seva carrera, ha assajat un elevat nombre d'obertures, des de l'aguda defensa siciliana amb ambdós colors, i les complexes defensa índia de rei i holandesa fins a les més tranquil·les línies de la Caro-Kann i la defensa índia de dama, o les més subtils Réti o anglesa amb blanques. Aquest ampli repertori d'obertures ha fet que fos molt difícil la preparació contra ell. Spraggett és també un fort jugador de finals. El seu estil, universal, és semblant al de l'exCampió del món Vassili Smislov.

## Partides notables
- Daniel Yanofsky vs Kevin Spraggett, Zonal del Canadà, Calgary 1975, defensa siciliana, variant Taimànov (B46), 0-1. Un tractament subtil de la posició per derrotar el vuit cops campió del Canadà.
- Lev Alburt vs Kevin Spraggett, Atlantic Open, Washington 1979, obertura anglesa (A16), 0-1. Una partida excepcionalment complexa i molt renyida, en què Spraggett finalment arribar al cim després d'un profund sacrifici.
- Kevin Spraggett vs Lev Alburt, New York Open 1984, defensa Alekhine (B04), 1-0. Un GM exsoviètic batut fent servir la seva defensa favorita. Spraggett va acabar guanyant el torneig.
- Lajos Portisch vs Kevin Spraggett, Wijk aan Zee 1985, gambit de dama acceptat (D20), 0-1. Una complicada batalla posicional contra un GM hongarès d'elit.
- Kevin Spraggett vs Jonathan Speelman, Interzonal de Taxco 1985, defensa índia de dama (E12), 1-0. Spraggett mostra que és un jugador de nivell tot guanyant tàcticament el millor jugador anglès del moment.
- Jan Timman vs Kevin Spraggett, Candidats, Montpellier 1985, Peó de dama, defensa Keres (A40), 0-1. Una obertura irregular i un sacrifici de peça a la jugada nou varen fer que l'experimentat GM neerlandès perdés el nord durant la resta de la partida.
- Kevin Spraggett vs Borís Spasski, Candidats, Montpellier 1985, obertura anglesa (A31), 1-0. Un excampió del món no pot fer res contra el plantejament estratègic a llarg termini de Spraggett, que finalitza amb un virulent atac en acostar-se el control de temps.
- Kevin Spraggett vs Andrei Sokolov, Matx de Candidats, Saint John, 5a partida, 1988, defensa sicilianta, variant Najdorf (B97), 1-0. Després d'una aguda obertura, Sokolov, el tercer jugador mundial en aquell moment, no pot mantenir una posició lleugerament inferior en un final que Spraggett condueix amb singular precisió.
- Kevin Spraggett vs Artur Iussúpov, Candidats, Quebec City, matx de quarts de final, segona partida, 1989, obertura Réti (A07). Spraggett maniobra curosament abans de fer un sacrifici de qualitat i aconseguir coronar amb victòria la seva pressió posicional.
- Kevin Spraggett vs Borís Guélfand, Olimpíada de Moscou 1994, defensa siciliana, variant tancada (B23), 1-0. Una sorpresa d'obertura posa en Borís Guélfand a la defensiva, i n'Spraggett ja no li deixa aixecar el cap.
- Stellan Brynell vs Kevin Spraggett, Obert de Tarragona 2006, defensa índia de dama (E15), 0-1. Una obertura tranquil·la condueix a un mig joc complex, que culmina en un bonic final.